# 環飾蠕蟲屬
環飾蠕蟲屬是生存於寒武紀第三期的原始海生動物，屬於古蠕蟲綱，體型小而細長，全長 2 至 6 公分（不包含前端可外翻的吻部），體寬 0.2 至 0.3 公分，軀體有細密而明顯的環節，除軀幹前端外每個環節各有一對凸起的錐狀骨片，因而得名。
環飾蠕蟲的化石僅發現於中國雲南中部的帽天山頁岩，化石紀錄多來自昆明的馬房村和耳材村，和板甲蠕蟲（Tabelliscolex）有姐妹群的親緣關係，是澄江動物群的代表性生物之一，也是該地層迄今發現數量最多的古蠕蟲。由於許多環飾蠕蟲化石個體都被發現保存在長管狀，可能為經挖掘形成的構造內，加上這種蟲管構造也見於同為寒武紀古蠕蟲的馬房古蠕蟲（Mafangscolex），顯示環飾蠕蟲等古蠕蟲有穴居的習性，會向地下挖築穴管，並在其內生活。而部分現生的鰓曳動物也有類似的潛穴習性，因此也間接表明環飾蠕蟲等古蠕蟲在演化上可能更接近於鰓曳動物門，而非早期認為的線形動物門。
部分環飾蠕蟲和馬房古蠕蟲個體上有許多極小型，外形近似保齡球瓶的動物附著，其全長僅約 0.3 公分，於2017年由中國古生物學家叢培允等人命名為古宿蟲（Inquicus）。尿殖孔的位置顯示古宿蟲是以吸盤狀的尾部吸附在宿主身上，口部則朝外遠離宿主，而尾部也沒有侵入宿主角質層的跡象，顯示古宿蟲和這些古蠕蟲可能有片利共生的關係（但叢培允等人也未排除寄生的可能性）。換言之，古宿蟲的宿主，即環飾蠕蟲與馬房古蠕蟲，是已知最早和其他動物具有共生關係的蠕形動物。